# Kızılırmak (Çankırı)
Kızılırmak ist eine Stadt und ein Landkreis der türkischen Provinz Çankırı. Der Ort liegt etwa 40 Kilometer südöstlich der Provinzhauptstadt Çankırı und beherbergt etwa 30 Prozent der Kreisbevölkerung. Frühere Namen des Ortes waren Hüseyinli und İnallıballı.

## Landkreis
Der Landkreis liegt im Südosten der Provinz. Er grenzt im Westen und Norden an den zentralen Landkreis, im Osten an die Provinz Çorum (Kreis Sungurlu) und im Süden an die Provinz Kırıkkale (Keis Sulakyurt). Der Ort ist nach Osten über eine Landstraße mit Sungurlu verbunden, nach Westen mit Sulakyurt und nach Nordwesten mit der D-180, die weiter zur D-765 von Çankırı nach Kırıkkale führt. Den Kreis durchquert von Westen nach Nordosten der gleichnamige Fluss Kızılırmak, in den etwa drei Kilometer östlich der Kreisstadt der Terme Çayı (auch Acı Çayı) mündet.
Der Landkreis wurde am 4. Juli 1987 vom südöstlichen Teil des zentralen Kreises Çankırı abgespalten. Kızılırmak war bis dahin ein eigener Bucak in diesem Kreis und hatte zur Volkszählung 1985 14.945 Einwohner. Neben der Kreisstadt besteht der Landkreis noch aus 26 Dörfern (Köy) mit durchschnittlich 192 Bewohnern. Yukarıalegöz ist mit 678 Einwohnern das größte Dorf. Die Bevölkerungsdichte des Landkreises (8,4 Einwohner je km²) beträgt etwa ein Drittel des Provinzdurchschnitts von 25,5 Einwohnern je km².